# Thinophilus pruinosus
Thinophilus pruinosus är en tvåvingeart som beskrevs av Van Duzee 1930. Thinophilus pruinosus ingår i släktet Thinophilus och familjen styltflugor.
Artens utbredningsområde är Colorado. Inga underarter finns listade i Catalogue of Life.